# John Douglas Cockcroft
John Douglas Cockcroft (27. května 1897 Todmorden, Spojené království – 18. září 1967 Cambridge, Spojené království) byl britský fyzik, který získal spolu s E. T. S. Waltonem v roce 1951 Nobelovu cenu za fyziku. Nobelova cena byla udělena za objevné práce přeměny atomových jader uměle urychlenými jadernými částicemi.